# 361. Infanterie-Division (Wehrmacht)
Die 361. Infanterie-Division war eine deutsche Infanteriedivision im Zweiten Weltkrieg. 

## Geschichte

### Aufstellung
Die Division wurde am 26. November 1943 im besetzten Dänemark aufgestellt. 

### Verlegung an die Ostfront
Die Einheit wurde im Frühling 1944 an die Ostfront verlegt.

### Vernichtung
Bereits im Juli 1944 wurde die Division im Kessel von Brody in der Westukraine im Zuge der sowjetischen Lwiw-Sandomierz-Operation vollständig aufgerieben.

### Verwendung der Reste der Division
Am 23. August 1944 wurde die Reste der Division zur Aufstellung der 361. Volksgrenadier-Division verwendet.

### Neuaufstellung 1945
Kurz vor Kriegsende wurde die 361. Infanterie-Division im Zuge der 33. Aufstellungswelle erneut aufgestellt.